# Obchvat Mladé Boleslavi
Obchvat Mladé Boleslavi představuje kapacitní dálniční a silniční spojení pro tranzitní a osobní dopravu, která by jinak musela využívat komunikace okresního města Mladá Boleslav. Je veden po dálnici D10 a po silnici I/38. Obchvat se budoval od roku 1967 a celý je v provozu od roku 2007. Celková délka obchvatu je 10,3 km.

## Modernizace silnice
| Úsek                                                      | Délka  | Zahájení výstavby | Uvedení do provozu |
| --------------------------------------------------------- | ------ | ----------------- | ------------------ |
| Bezděčín - Kosmonosy                                      | 6,4 km | 1967              | 1975               |
| MB, Škoda VW - Zalužany                                   | 0,3 km | 04/2002           | 11/2002            |
| Debř - třída Václava Klementa                             | 2,3 km | 12/2003           | 11/2005            |
| MÚK Bezděčín – přímá větev                                | —      | 07/2023           | 10/2023            |
| MB, třída Václava Klementa - Škoda VW                     | 1,1 km | 05/2006           | 12/2007            |
| D10 Zvýšení bezpečnosti provozu v úseku EXIT 44B - EXIT46 | 1,6 km | 09/2019           | 12/2019            |
| D10 MÚK Kosmonosy                                         | 1,7 km | 09/2023           | 05/2025            |
| I/38 Kosmonosy, úprava křižovatky u 13. brány             | 0,3 km | 10/2024           | 05/2025            |
| I/38 Kosmonosy, křižovatka Průmyslová x TVK               | -      | 2027              | 2028               |

## Intenzity dopravy
| Úsek                                          | Intenzita dopravy | Počet jízdních pruhů |
| --------------------------------------------- | ----------------- | -------------------- |
| D10 Bezděčín - Mladá Boleslav                 | 43 430            | 2 + 2                |
| D10 Mladá Boleslav - Kosmonosy                | 42 617            | 2 + 2                |
| I/38 Kosmonosy - OK s třídou Václava Klementa | 22 623            | 2 + 2                |
| I/38 OK s třídou Václava Klementa - Debř      | 13 873            | 1 + 1                |

Na dálnici D10 je v úseku mezi MÚK Bezděčín a MÚK Kosmonosy je plánováno rozšíření na 3 pruhy v každém směru. 